# Что у Сеньки было
«Что у Сеньки было» — художественный фильм режиссёра Радомира Василевского. Снят по сценарию Радия Погодина на Одесской киностудии в 1984 году.

## Сюжет
По одноимённой повести Радия Погодина. Пятилетний Сенька остался в доме хозяином: отец повёз мать в роддом. Мальчик считает, что у него должен быть только брат, потому что в хозяйстве лишние руки не помешают. Но появилась сестрёнка Оля, и Сенька подбрасывает девочку в огород соседке, которая мечтает о дочери.

## В ролях
| Актёр                | Роль           |
| -------------------- | -------------- |
| [Алёша Веселов       | Сенька         |
| Юля Космачева        | Маруся         |
| Владимир Носик       | папа Сеньки    |
| Екатерина Васильева  | мама Сеньки    |
| Надежда Бутырцева    | тётя Люба      |
| Светлана Харитонова  | бабушка Маруси |
| Юрий Назаров         | дед            |
| Стефания Станюта     | бабка-колдунья |
| Константин Степанков | председатель   |
| Наталия Наум         | мать близнецов |

## Фестивали и награды
- 1984 — 17 Всесоюзный кинофестиваль (Киев) в программе художественных фильмов для детей и юношества: Диплом жюри за лучшее исполнение роли — А. Веселов в фильме «Что у Сеньки было».[1]
- 1986 — XXXVI Берлинский кинофестиваль — Премия Детского фонда ООН — особое упоминание[2].

## Съёмочная группа
- Сценарист: Радий Погодин
- Режиссёр: Радомир Василевский
- Оператор: Вадим Авлошенко
- Композитор: Евгений Дога
- Художник: Владимир Ефимов
- Звукооператор: Анатолий Нетребенко[укр.]

Съёмки проводились в селе Старая Котельня (Житомирская область).